# Prueba de Hadamard (computación cuántica)

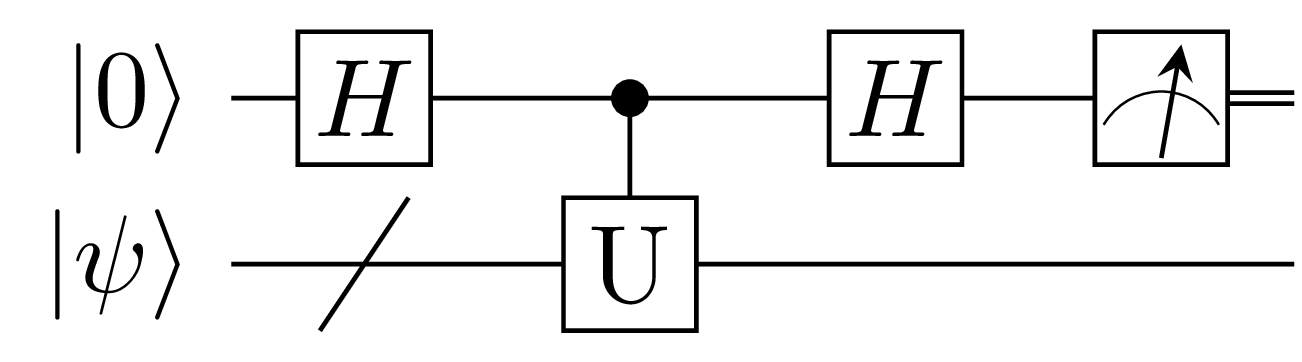

En computación cuántica, la prueba de Hadamard es un método utilizado para crear una variable aleatoria cuyo valor esperado es la parte real esperada. {\displaystyle \mathrm {Re} \langle \psi |U|\psi \rangle }, donde {\displaystyle |\psi \rangle } es un estado cuántico y {\displaystyle U} es una compuerta unitaria que actúa sobre el espacio de {\displaystyle |\psi \rangle } . La prueba de Hadamard produce una variable aleatoria cuya imagen está en {\displaystyle \{\pm 1\}} y cuyo valor esperado es exactamente {\displaystyle \mathrm {Re} \langle \psi |U|\psi \rangle } . Es posible modificar el circuito para producir una variable aleatoria cuyo valor esperado sea la parte imaginaria esperada {\displaystyle \mathrm {Im} \langle \psi |U|\psi \rangle }.

## Descripción del circuito
Para realizar la prueba de Hadamard primero calculamos el estado {\displaystyle {\frac {1}{\sqrt {2}}}\left(\left|0\right\rangle +\left|1\right\rangle \right)\otimes \left|\psi \right\rangle } mediante la aplicación de la compuerta de Hadamard al qubit auxiliar {\displaystyle \left|0\right\rangle }. Posteriormente aplicamos el operador unitario en {\displaystyle \left|\psi \right\rangle } condicionado al primer qubit para obtener el estado {\displaystyle {\frac {1}{\sqrt {2}}}\left(\left|0\right\rangle \otimes \left|\psi \right\rangle +\left|1\right\rangle \otimes U\left|\psi \right\rangle \right)}. Después aplicamos nuevamente la compuerta de Hadamard al primer qubit, obteniendo finalmente {\displaystyle {\frac {1}{2}}\left(\left|0\right\rangle \otimes (I+U)\left|\psi \right\rangle +\left|1\right\rangle \otimes (I-U)\left|\psi \right\rangle \right)}.
La medición del primer qubit, tendrá el resultado {\displaystyle \left|0\right\rangle } con probabilidad {\displaystyle {\frac {1}{4}}\langle \psi |(I+U^{\dagger })(I+U)|\psi \rangle }, en cuyo caso la salida tendrá valor de {\displaystyle 1}. El resultado es {\displaystyle \left|1\right\rangle } con probabilidad {\displaystyle {\frac {1}{4}}\langle \psi |(I-U^{\dagger })(I-U)|\psi \rangle }, en cuyo caso el resultado tiene valor de {\displaystyle -1}. El valor esperado de la salida será entonces la diferencia entre las dos probabilidades, la cual es {\displaystyle {\frac {1}{2}}\langle \psi |(U^{\dagger }+U)|\psi \rangle =\mathrm {Re} \langle \psi |U|\psi \rangle }.
Para obtener una variable aleatoria cuyo valor esperado sea {\displaystyle \mathrm {Im} \langle \psi |U|\psi \rangle } se sigue exactamente el mismo procedimiento pero iniciando con {\displaystyle {\frac {1}{\sqrt {2}}}\left(\left|0\right\rangle -i\left|1\right\rangle \right)\otimes \left|\psi \right\rangle }.
La prueba de Hadamard tiene muchas aplicaciones en algoritmos cuánticos, como por ejemplo en el algoritmo Aharonov-Jones-Landau. A través de una modificación muy simple, se puede usar para calcular el producto interno entre dos estados {\displaystyle |\phi _{1}\rangle } y {\displaystyle |\phi _{2}\rangle }: en lugar de comenzar desde un estado {\displaystyle |\psi \rangle } es suficiente comenzar desde el estado fundamental {\displaystyle |0\rangle } y realizar dos operaciones controladas en el qubit auxiliar. Controlando que el registro auxiliar sea {\displaystyle |0\rangle }, aplicamos el unitario que produce {\displaystyle |\phi _{1}\rangle } en el segundo registro, y controlando que el registro auxiliar esté en el estado {\displaystyle |1\rangle }, obtendremos {\displaystyle |\phi _{2}\rangle } en el segundo registro. El valor esperado de las mediciones de los qubits auxiliares conduce a una estimación de {\displaystyle \langle \phi _{1}|\phi _{2}\rangle }. El número de muestras necesarias para estimar el valor esperado con error absoluto {\displaystyle \epsilon } es {\displaystyle O\left({\frac {1}{\epsilon ^{2}}}\right)}, debido a un límite de Chernoff. Este valor se puede mejorar a {\displaystyle O\left({\frac {1}{\epsilon }}\right)} utilizando técnicas de estimación de amplitud.